# 1912 en Chine
Cette page concerne des événements qui se sont produits durant l'année 1912 du calendrier grégorien en Chine.

## Événements

### Janvier
- 1er janvier : constitution du gouvernement de la république de Chine par Sun Yat-sen[1].

### Février
- 1er février : fondation du parlement provincial du Jiangxi.

- 12 février : l’empereur de Chine Puyi abdique en faveur de la république et remet le pouvoir à Yuan Shikai[2].
- 15 février : Sun Yat-sen démissionne et l’assemblée de Nankin nomme Yuan Shikai président de la république[1]. Celui-ci répartit les ministères équitablement entre les partisans du Guomindang et les siens.

### Mars
- 7 mars : la république de Chine est proclamée à Lhassa. Mais la population tibétaine s’insurge contre la présence chinoise[3]. Des affrontements entre volontaires tibétains et troupe chinoises ont lieu à Pemajong, entre Gyantse et Shigatse le 16 mars et à Gyantse le 28 mars, ou les militaires chinois sont désarmés[4]. En mai, la garnison chinoise de Lhassa est encerclée par 20 000 soldats tibétains[5] et le président chinois Yuan Shikai envoie des troupes du Sichuan en juillet pour la relever[6].

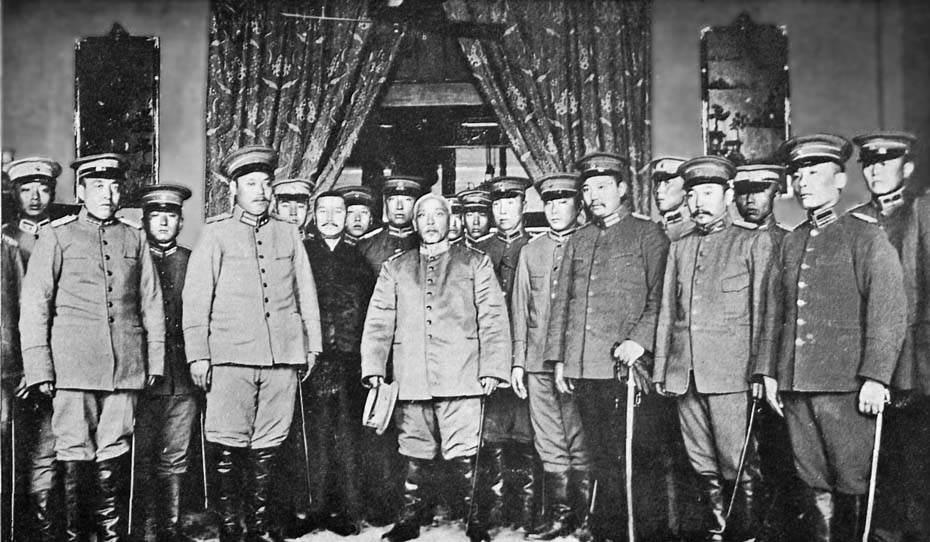
10 mars : Yuan Shikai prend ses fonctions de président de la république de Chine.

- 11 mars : promulgation de la Constitution provisoire de la république de Chine par le Conseil national de Nankin[2].

### Avril
- 21 avril : le président Yuan Shikai proclame que le Tibet, la Mongolie et le Turkestan sont des provinces de la nouvelle république de Chine[7].

### Août
- 12 août : signature d’un accord en trois points entre le Tibet et la république de Chine sur le départ des ambans, en présence de représentants du Népal[8].

### Septembre

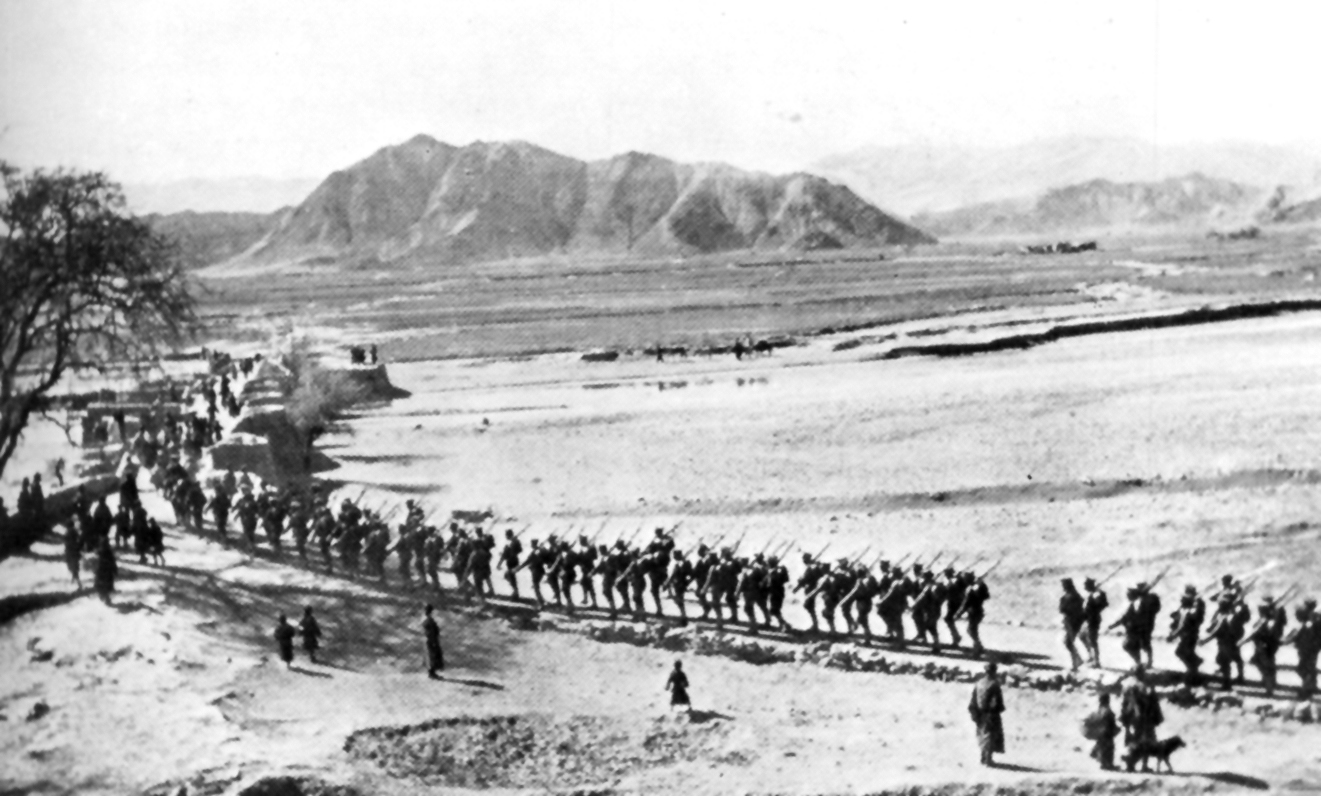
Les troupes chinoises quittent Lhassa.

- 25 septembre : l’amban Chung Ying, encerclé par les forces tibétaines dans sa résidence de Lhassa, doit accepter de se retirer du Tibet avec les derniers militaires chinois[5].